# Birac-sur-Trec
Birac-sur-Trec is een gemeente in het Franse departement Lot-et-Garonne (regio Nouvelle-Aquitaine) en telt 672 inwoners (1999). De plaats maakt deel uit van het arrondissement Marmande.

## Geografie
De oppervlakte van Birac-sur-Trec bedraagt 14,5 km², de bevolkingsdichtheid is 46,3 inwoners per km².
De onderstaande kaart toont de ligging van Birac-sur-Trec met de belangrijkste infrastructuur en aangrenzende gemeenten.

## Demografie
Onderstaande figuur toont het verloop van het inwonertal (bron: INSEE-tellingen).